# Dinamo Bisjkek
Dinamo Bisjkek is een voormalige Kirgizische voetbalclub uit de hoofdstad Bisjkek.
De club werd in de jaren '30 opgericht en speelde in het Dynamo stadion dat plaatst biedt aan 10.000 toeschouwers. De club won drie keer het voetbalkampioenschap van Kirgizië. De club veranderde meermaals van naam en hield in 2003 op te bestaan.

## Historische namen
- 1930: FC Dinamo Froenze.
- 1992: FC Dinamo Bisjkek.
- 1996: FC Dinamo-Oil Bisjkek.
- 1997: FC Dinamo Bisjkek.
- 1998: FC CAG-Dinamo-MVD Bisjkek.
- 2001: FC Erkin Farm Bisjkek.
- 2002: FC Dinamo-Erkin Farm Bisjkek.
- 2003: FC Dinamo-Polyot Bisjkek.

## Erelijst
- Landskampioen: 1997, 1998, 1999
- Bekerwinnaar: finalist 1995